# Roberto Pampín López
Roberto Pampín López (Barakaldo, 5 de gener de 1984) és un exfutbolista basc, que ocupava la posició de porter.

## Trajectòria esportiva
Format al planter de l'Athletic Club, hi va debutar a primera divisió amb el conjunt de San Mamés, disputant dos partits de la màxima categoria a la campanya 04/05, en la qual va ser el suplent d'Aranzubia. També ha disputat la Segona Divisió amb la SD Eibar.

## Clubs
- 02/03 CD Baskonia
- 02/05 Athletic B
- 04/07 Athletic Club
- 05/06 Real Unión de Irun (cedit)
- 06/07 Sestao River (cedit)
- 07/08 Sestao River
- 08/... SD Eibar